# Capriata d'Orba
Capriata d'Orba (Cavirià in piemontese, Caviriò in dialetto alessandrino) è un comune italiano di 1 761 abitanti della provincia di Alessandria in Piemonte, situato nell'alto Monferrato, sulla destra del fiume Orba. Posta tra le città di Novi Ligure e Ovada, è uno dei comuni principali del Novese, regione geografica del Basso Piemonte che prende il nome dalla città di Novi Ligure

## Geografia fisica

### Clima
| Capriata d'Orba     | Mesi | Mesi | Mesi | Mesi | Mesi | Mesi | Mesi | Mesi | Mesi | Mesi | Mesi | Mesi | Stagioni | Stagioni | Stagioni | Stagioni | Anno |
| Capriata d'Orba     | Gen  | Feb  | Mar  | Apr  | Mag  | Giu  | Lug  | Ago  | Set  | Ott  | Nov  | Dic  | Inv      | Pri      | Est      | Aut      | Anno |
| ------------------- | ---- | ---- | ---- | ---- | ---- | ---- | ---- | ---- | ---- | ---- | ---- | ---- | -------- | -------- | -------- | -------- | ---- |
| T. max. media (°C)  | 6,7  | 8,8  | 12,4 | 16,2 | 20,0 | 23,7 | 26,8 | 26,0 | 22,7 | 17,7 | 12,0 | 8,0  | 7,8      | 16,2     | 25,5     | 17,5     | 16,7 |
| T. min. media (°C)  | 0    | 1,5  | 4,4  | 7,6  | 11,3 | 14,8 | 17,2 | 16,7 | 14,0 | 9,8  | 5,2  | 1,5  | 1,0      | 7,8      | 16,2     | 9,7      | 8,7  |
| Precipitazioni (mm) | 72   | 76   | 88   | 89   | 86   | 56   | 39   | 69   | 83   | 133  | 118  | 74   | 222      | 263      | 164      | 334      | 983  |

## Storia

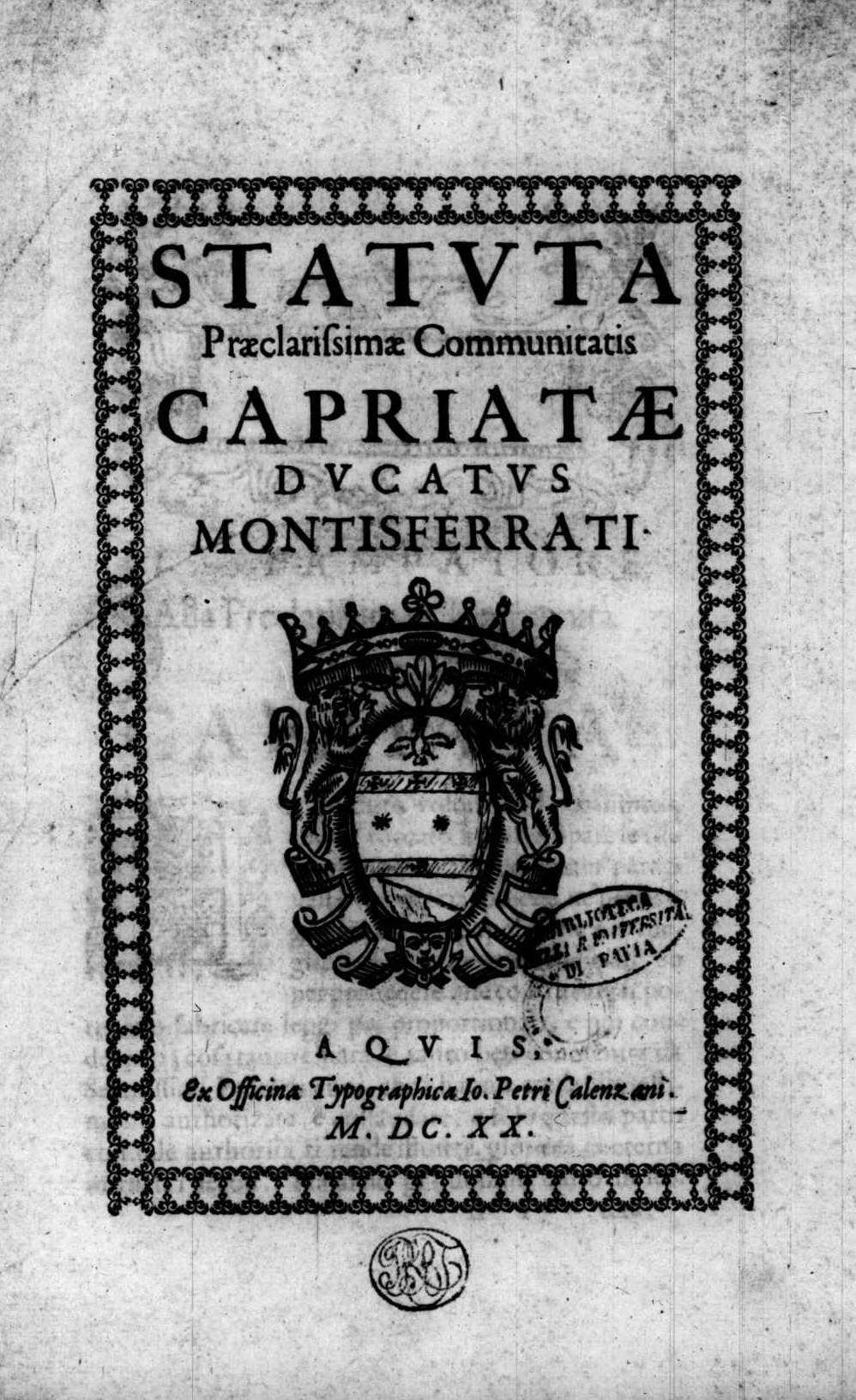
Gli statuti di Capriate (Statuta communitatis Capriatae ducatus Montisferrati), 1620

Nominato per la prima volta, assieme ad altre località, in un atto di vendita del 973, a favore di un certo Roprando, da parte del figlio del marchese Ildeprando, il borgo fu possesso nel 1143 dei marchesi del Bosco, di stirpe aleramica.
Oggetto di mire espansionistiche del comune di Alessandria, si diede a Genova nel 1218. Assediato e distrutto dagli alessandrini nel 1228, tornò in mano genovese nel 1230. Nel 1317 entrò a far parte del Ducato di Milano, poi fu di nuovo sotto il dominio di Genova (1412) che nel 1418 lo cedette ai marchesi del Monferrato.
La conquista di Capriata nel 1625 segnò l'inizio della guerra tra Savoia e Genova.
Devastato dai francesi e poi dagli spagnoli durante la guerra di successione del Monferrato (1648), fu annesso ai domini sabaudi nel 1708, passaggio ratificato dal trattato di Utrecht nel 1713.
Nel 1863 il comune di Capriata assunse la nuova denominazione di "Capriata d'Orba".

### Simboli
Lo stemma del comune di Capriata d'Orba è stato riconosciuto con decreto del capo del governo del 6 novembre 1928.

## Monumenti e luoghi d'interesse
L'abitato è dominato dai resti del Castelvecchio. Sono ancora visibili parte delle mura che circondavano il borgo e dei bastioni.

## Società

### Evoluzione demografica
Abitanti censiti

## Economia
Nel 1985 nasce lo stabilimento della Saiwa dove si producono i biscotti Oro Saiwa.

## Infrastrutture e trasporti

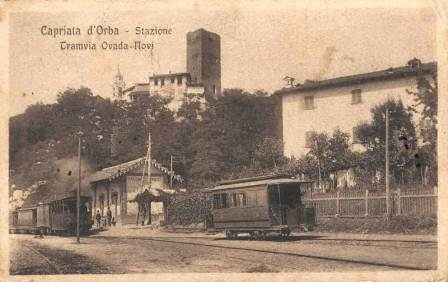
Stazione FVO di Capriata d'Orba

Capriata d'Orba è attualmente servita da corse dell'autolinea 62 - Alessandria - Predosa - Ovada esercita dalla società ARFEA.
In passato la cittadina ospitava una stazione dalla tranvia Novi Ligure - Ovada, le cui corse cessarono nel 1953.

## Amministrazione
Di seguito è presentata una tabella relativa alle amministrazioni che si sono succedute in questo comune.
| Periodo        | Periodo        | Primo cittadino          | Partito                                 | Carica  | Note  |
| -------------- | -------------- | ------------------------ | --------------------------------------- | ------- | ----- |
| 10 giugno 1985 | 1º giugno 1990 | Pier Sandro Cassulo      | Partito Socialista Italiano             | Sindaco | [ 9 ] |
| 1º giugno 1990 | 24 aprile 1995 | Pier Sandro Cassulo      | Partito Socialista Italiano             | Sindaco | [ 9 ] |
| 24 aprile 1995 | 14 giugno 1999 | Pier Sandro Cassulo      | centro-sinistra                         | Sindaco | [ 9 ] |
| 14 giugno 1999 | 14 giugno 2004 | Carletto Sericano        | lista civica                            | Sindaco | [ 9 ] |
| 14 giugno 2004 | 8 giugno 2009  | Pier Sandro Cassulo      | lista civica                            | Sindaco | [ 9 ] |
| 8 giugno 2009  | 26 maggio 2014 | Pier Sandro Cassulo      | lista civica Dalle promesse ai fatti    | Sindaco | [ 9 ] |
| 26 maggio 2014 | 27 maggio 2019 | Giovanni Battista Poggio | lista civica Storia rinnovamento futuro | Sindaco | [ 9 ] |
| 27 maggio 2019 | 9 giugno 2024  | Maria Cristina Dameri    | lista civica Obiettivo Capriata         | Sindaco | [ 9 ] |
| 9 giugno 2024  | in carica      | Maria Cristina Dameri    | lista civica Vivere Capriata            | Sindaco | [ 9 ] |

## Galleria d'immagini

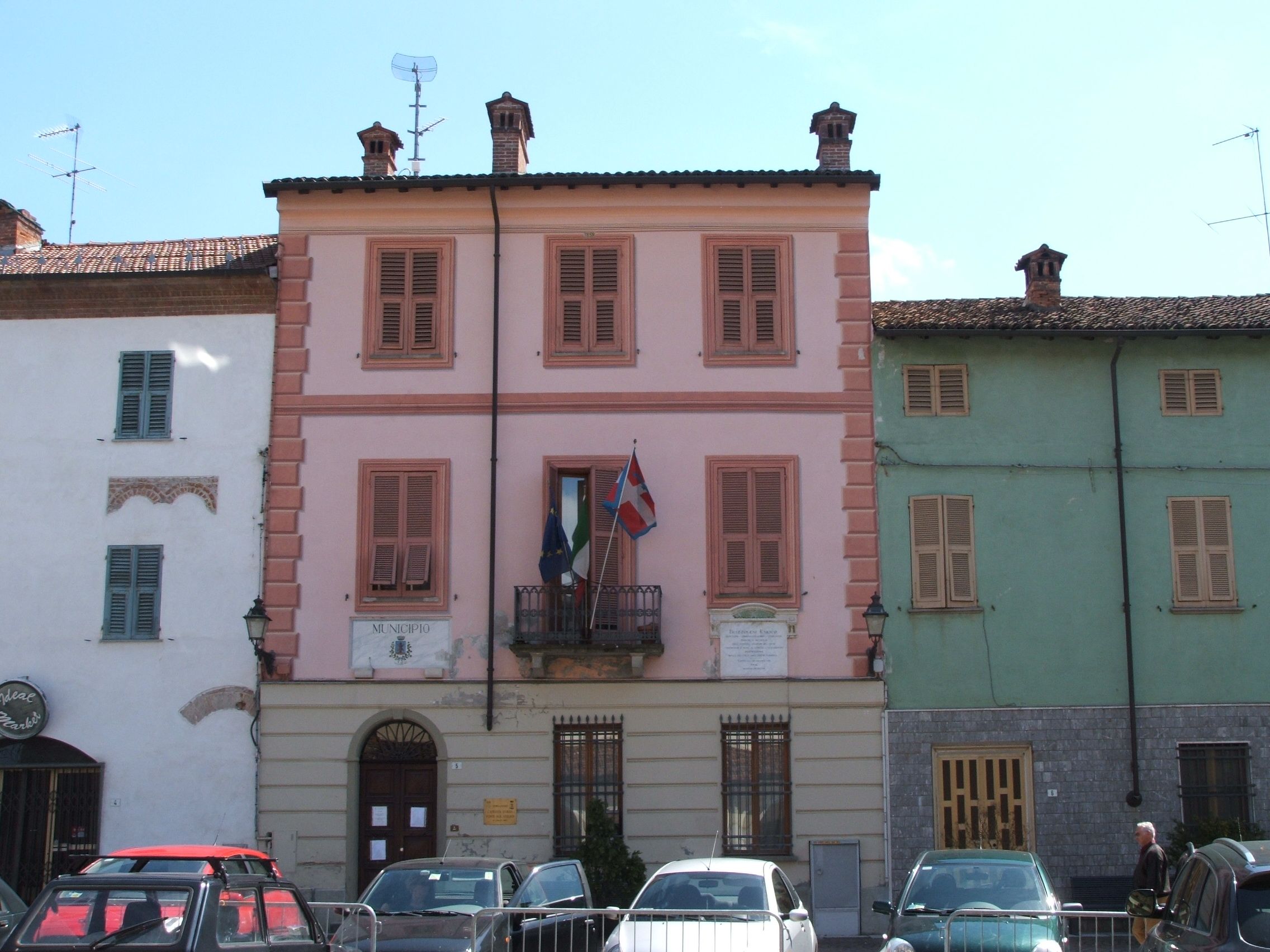
Il vecchio municipio
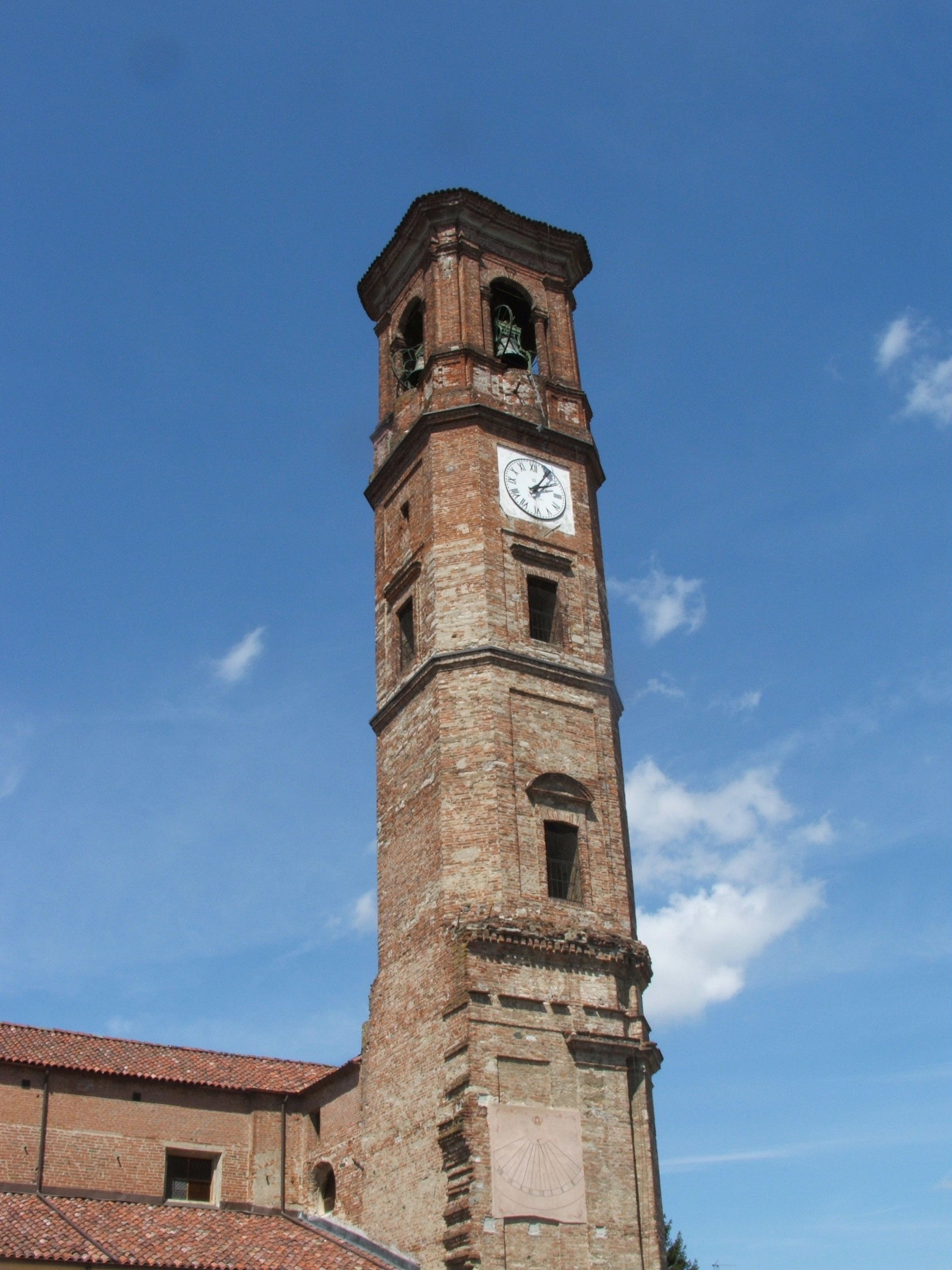
Torre campanaria
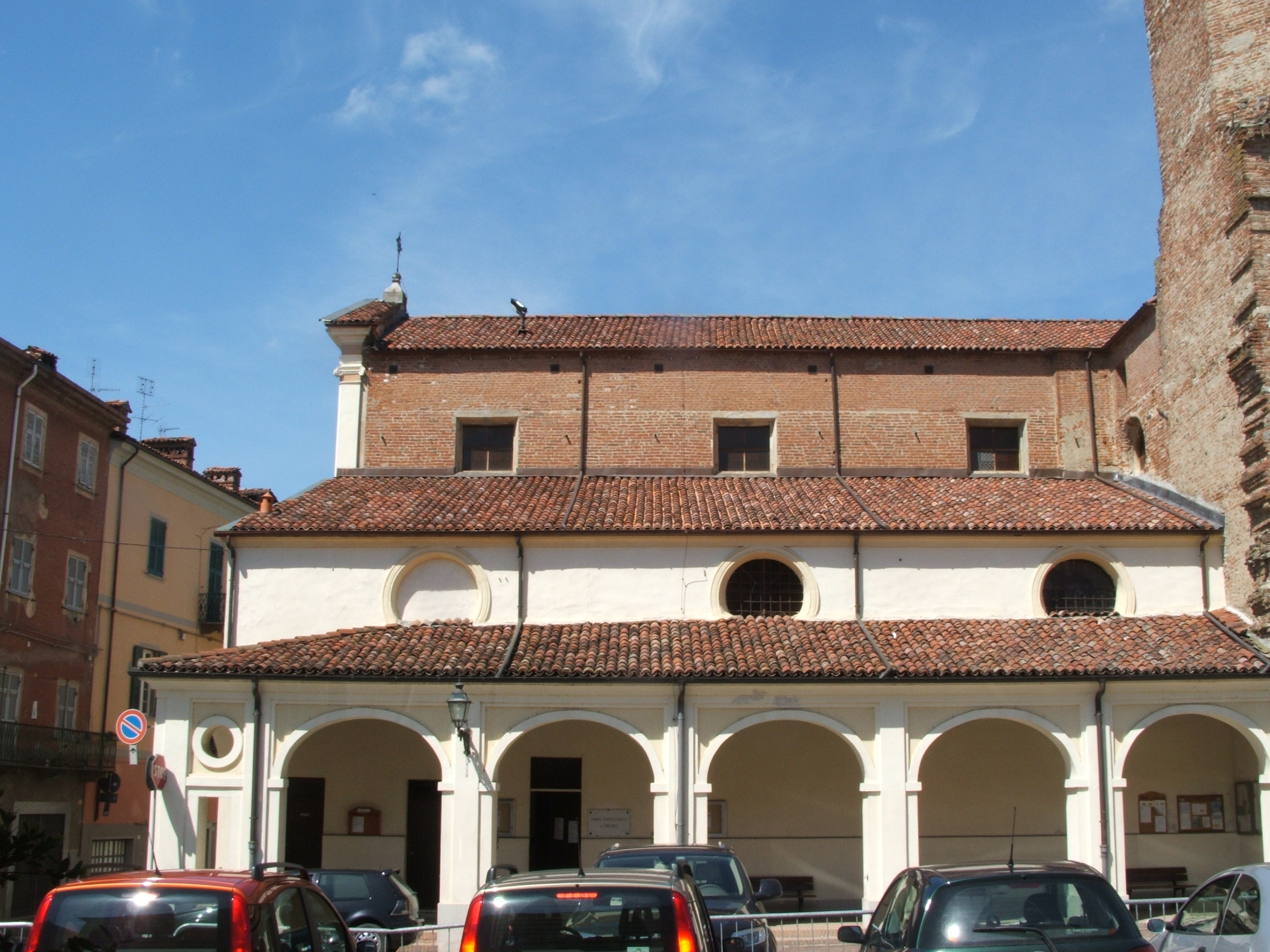
Portico
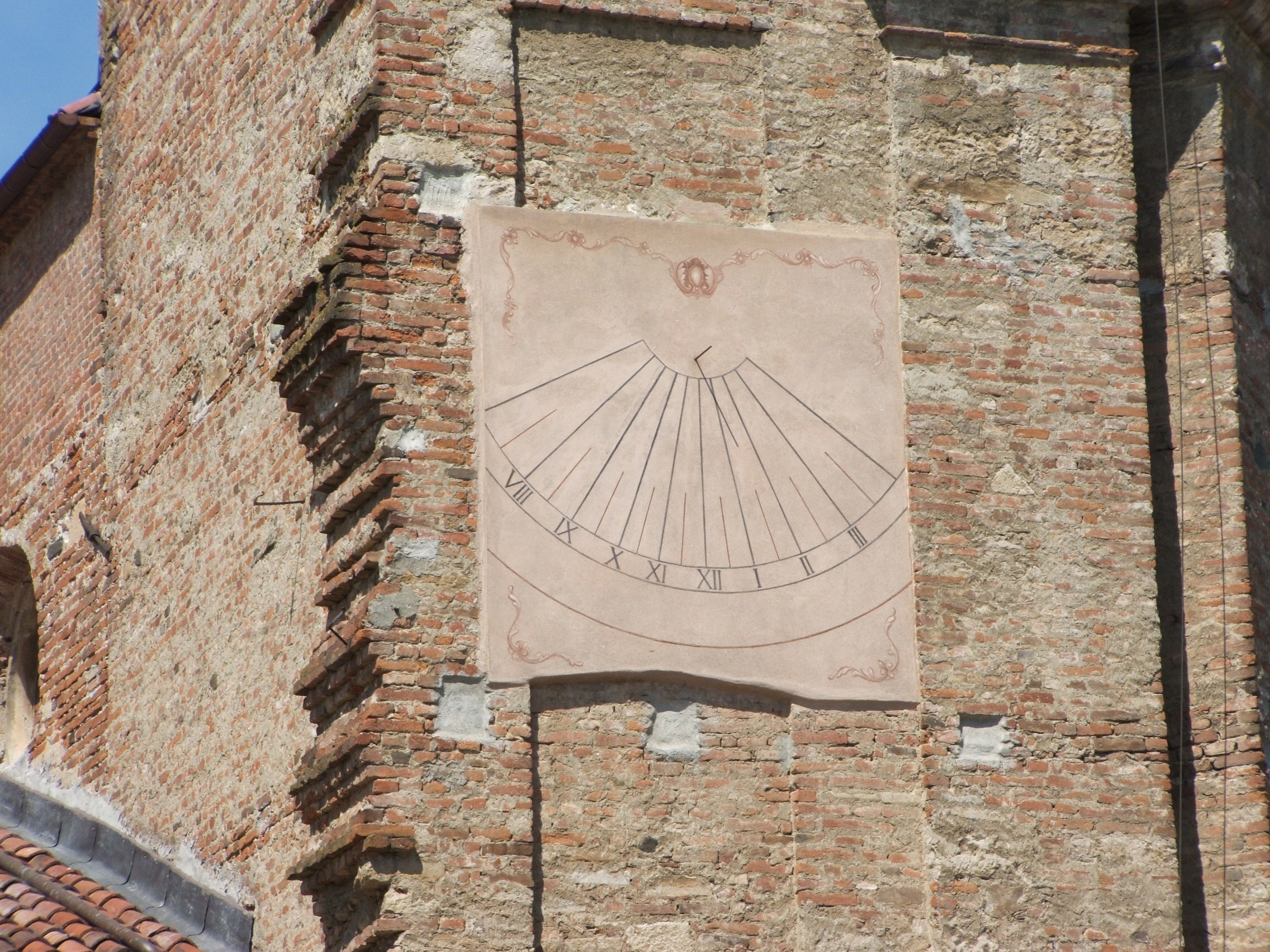
Meridiana
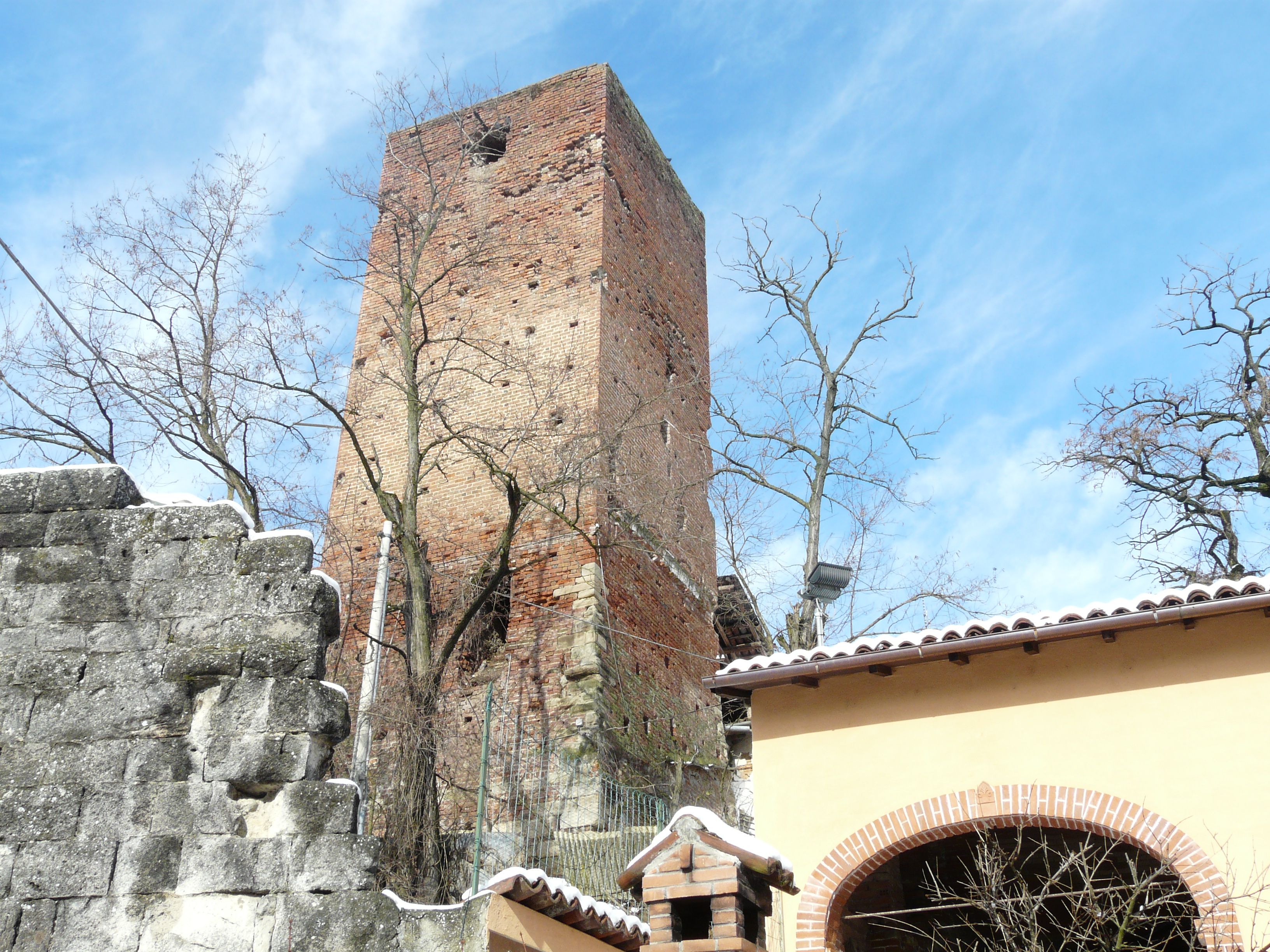
La Torre del Castelvecchio